# Coupe Davis 1969
Pour un article plus général, voir Coupe Davis.
Navigation
Édition précédente Édition suivante
La Coupe Davis 1969 est la 58e édition de ce tournoi de tennis professionnel masculin par nations. Les rencontres se déroulent du 1er mars au 21 septembre dans différents lieux.
Les États-Unis (tenants du titre) remporte leur 21e saladier d'argent grâce à leur victoire lors du "Challenge Round" face à la Roumanie par cinq victoires à zéro.

## Contexte
Les nations ont dû jouer une ou plusieurs rencontres afin d'atteindre le top 16 mondial.
Le tournoi se déroule au préalable dans les tours préliminaires des zones continentales. Un total de 50 nations participent à la compétition :
- 9 dans la "Zone Amérique",
- 8 dans la "Zone Est" (incluant l'Asie et l'Océanie),
- 32 dans la "Zone Europe" (incluant l'Afrique),
- plus les États-Unis ayant remporté l'édition précédente, ainsi qualifiés pour le "Challenge round".

## Résultats

### Tableau du top 16 mondial
|  | Huitièmes de finale Plusieurs dates                                          | Huitièmes de finale Plusieurs dates                                          |                                                                             |                                                      | Quarts de finale Plusieurs dates                                        | Quarts de finale Plusieurs dates                                        |   |  | Demi-finales 31 juillet - 1er août               | Demi-finales 31 juillet - 1er août               |  |  | Finale du tout venant 14 - 16 août               | Finale du tout venant 14 - 16 août               |
|  | Huitièmes de finale Plusieurs dates                                          | Huitièmes de finale Plusieurs dates                                          |                                                                             |                                                      | Quarts de finale Plusieurs dates                                        | Quarts de finale Plusieurs dates                                        |   |  | Demi-finales 31 juillet - 1er août               | Demi-finales 31 juillet - 1er août               |  |  | Finale du tout venant 14 - 16 août               | Finale du tout venant 14 - 16 août               |
|  |                                                                              |                                                                              |                                                                             |                                                      |                                                                         |                                                                         |   |  |                                                  |                                                  |  |  |                                                  |                                                  |
|  | Demi-finale Europe A (12 - 14 juin) Birmingham, Grande-Bretagne (gazon ext.) | Demi-finale Europe A (12 - 14 juin) Birmingham, Grande-Bretagne (gazon ext.) |                                                                             |                                                      | Finale Europe A (17 - 19 juillet) Bristol, Grande-Bretagne (gazon ext.) | Finale Europe A (17 - 19 juillet) Bristol, Grande-Bretagne (gazon ext.) |   |  | Inter-zone Londres, Grande-Bretagne (gazon ext.) | Inter-zone Londres, Grande-Bretagne (gazon ext.) |  |  | Inter-zone Londres, Grande-Bretagne (gazon ext.) | Inter-zone Londres, Grande-Bretagne (gazon ext.) |
|  | Demi-finale Europe A (12 - 14 juin) Birmingham, Grande-Bretagne (gazon ext.) | Demi-finale Europe A (12 - 14 juin) Birmingham, Grande-Bretagne (gazon ext.) |                                                                             |                                                      | Finale Europe A (17 - 19 juillet) Bristol, Grande-Bretagne (gazon ext.) | Finale Europe A (17 - 19 juillet) Bristol, Grande-Bretagne (gazon ext.) |   |  | Inter-zone Londres, Grande-Bretagne (gazon ext.) | Inter-zone Londres, Grande-Bretagne (gazon ext.) |  |  | Inter-zone Londres, Grande-Bretagne (gazon ext.) | Inter-zone Londres, Grande-Bretagne (gazon ext.) |
|  | Grande-Bretagne                                                              | 3                                                                            |                                                                             |                                                      | Finale Europe A (17 - 19 juillet) Bristol, Grande-Bretagne (gazon ext.) | Finale Europe A (17 - 19 juillet) Bristol, Grande-Bretagne (gazon ext.) |   |  | Inter-zone Londres, Grande-Bretagne (gazon ext.) | Inter-zone Londres, Grande-Bretagne (gazon ext.) |  |  | Inter-zone Londres, Grande-Bretagne (gazon ext.) | Inter-zone Londres, Grande-Bretagne (gazon ext.) |
|  | Grande-Bretagne                                                              | 3                                                                            |                                                                             |                                                      | Finale Europe A (17 - 19 juillet) Bristol, Grande-Bretagne (gazon ext.) | Finale Europe A (17 - 19 juillet) Bristol, Grande-Bretagne (gazon ext.) |   |  | Inter-zone Londres, Grande-Bretagne (gazon ext.) | Inter-zone Londres, Grande-Bretagne (gazon ext.) |  |  | Inter-zone Londres, Grande-Bretagne (gazon ext.) | Inter-zone Londres, Grande-Bretagne (gazon ext.) |
|  | Allemagne                                                                    | 2                                                                            |                                                                             |                                                      | Finale Europe A (17 - 19 juillet) Bristol, Grande-Bretagne (gazon ext.) | Finale Europe A (17 - 19 juillet) Bristol, Grande-Bretagne (gazon ext.) |   |  | Inter-zone Londres, Grande-Bretagne (gazon ext.) | Inter-zone Londres, Grande-Bretagne (gazon ext.) |  |  | Inter-zone Londres, Grande-Bretagne (gazon ext.) | Inter-zone Londres, Grande-Bretagne (gazon ext.) |
|  | Allemagne                                                                    | 2                                                                            | Grande-Bretagne                                                             | 3                                                    |                                                                         |                                                                         |   |  | Inter-zone Londres, Grande-Bretagne (gazon ext.) | Inter-zone Londres, Grande-Bretagne (gazon ext.) |  |  | Inter-zone Londres, Grande-Bretagne (gazon ext.) | Inter-zone Londres, Grande-Bretagne (gazon ext.) |
|  | Demi-finale Europe A                                                         |                                                                              | Grande-Bretagne                                                             | 3                                                    |                                                                         |                                                                         |   |  | Inter-zone Londres, Grande-Bretagne (gazon ext.) | Inter-zone Londres, Grande-Bretagne (gazon ext.) |  |  | Inter-zone Londres, Grande-Bretagne (gazon ext.) | Inter-zone Londres, Grande-Bretagne (gazon ext.) |
|  |                                                                              | Afrique du Sud                                                               | 2                                                                           |                                                      |                                                                         |                                                                         |   |  | Inter-zone Londres, Grande-Bretagne (gazon ext.) | Inter-zone Londres, Grande-Bretagne (gazon ext.) |  |  | Inter-zone Londres, Grande-Bretagne (gazon ext.) | Inter-zone Londres, Grande-Bretagne (gazon ext.) |
|  | Tchécoslovaquie                                                              | Afrique du Sud                                                               | 2                                                                           | F                                                    |                                                                         |                                                                         |   |  | Inter-zone Londres, Grande-Bretagne (gazon ext.) | Inter-zone Londres, Grande-Bretagne (gazon ext.) |  |  | Inter-zone Londres, Grande-Bretagne (gazon ext.) | Inter-zone Londres, Grande-Bretagne (gazon ext.) |
|  | Tchécoslovaquie                                                              | Finale Amériques (19 - 21 juillet) São Paulo, Brésil (terre battue ext.)     |                                                                             | F                                                    |                                                                         |                                                                         |   |  | Inter-zone Londres, Grande-Bretagne (gazon ext.) | Inter-zone Londres, Grande-Bretagne (gazon ext.) |  |  | Inter-zone Londres, Grande-Bretagne (gazon ext.) | Inter-zone Londres, Grande-Bretagne (gazon ext.) |
|  | Afrique du Sud                                                               |                                                                              |                                                                             |                                                      |                                                                         |                                                                         |   |  | Inter-zone Londres, Grande-Bretagne (gazon ext.) | Inter-zone Londres, Grande-Bretagne (gazon ext.) |  |  | Inter-zone Londres, Grande-Bretagne (gazon ext.) | Inter-zone Londres, Grande-Bretagne (gazon ext.) |
|  | Grande-Bretagne                                                              | 3                                                                            |                                                                             |                                                      |                                                                         |                                                                         |   |  |                                                  |                                                  |  |  | Inter-zone Londres, Grande-Bretagne (gazon ext.) | Inter-zone Londres, Grande-Bretagne (gazon ext.) |
|  | Grande-Bretagne                                                              | 3                                                                            | Finale Am. Nord et Centre (23 - 25 mai) Mexico, Mexique (terre battue ext.) |                                                      |                                                                         |                                                                         |   |  |                                                  |                                                  |  |  | Inter-zone Londres, Grande-Bretagne (gazon ext.) | Inter-zone Londres, Grande-Bretagne (gazon ext.) |
|  |                                                                              | Brésil                                                                       | 2                                                                           |                                                      |                                                                         |                                                                         |   |  |                                                  |                                                  |  |  | Inter-zone Londres, Grande-Bretagne (gazon ext.) | Inter-zone Londres, Grande-Bretagne (gazon ext.) |
|  | Mexique                                                                      | Brésil                                                                       | 2                                                                           | 3                                                    |                                                                         |                                                                         |   |  |                                                  |                                                  |  |  | Inter-zone Londres, Grande-Bretagne (gazon ext.) | Inter-zone Londres, Grande-Bretagne (gazon ext.) |
|  | Mexique                                                                      | Inter-zone Bucarest, Roumanie (terre battue ext.)                            |                                                                             | 3                                                    |                                                                         |                                                                         |   |  |                                                  |                                                  |  |  | Inter-zone Londres, Grande-Bretagne (gazon ext.) | Inter-zone Londres, Grande-Bretagne (gazon ext.) |
|  | Australie                                                                    | 2                                                                            |                                                                             |                                                      |                                                                         |                                                                         |   |  |                                                  |                                                  |  |  | Inter-zone Londres, Grande-Bretagne (gazon ext.) | Inter-zone Londres, Grande-Bretagne (gazon ext.) |
|  | Australie                                                                    | 2                                                                            | Mexique                                                                     | 1                                                    |                                                                         |                                                                         |   |  |                                                  |                                                  |  |  | Inter-zone Londres, Grande-Bretagne (gazon ext.) | Inter-zone Londres, Grande-Bretagne (gazon ext.) |
|  | Finale Amérique du Sud (14 - 16 juin) Santiago, Chili (???)                  |                                                                              | Mexique                                                                     | 1                                                    |                                                                         |                                                                         |   |  |                                                  |                                                  |  |  | Inter-zone Londres, Grande-Bretagne (gazon ext.) | Inter-zone Londres, Grande-Bretagne (gazon ext.) |
|  |                                                                              | Brésil                                                                       | 4                                                                           |                                                      |                                                                         |                                                                         |   |  |                                                  |                                                  |  |  | Inter-zone Londres, Grande-Bretagne (gazon ext.) | Inter-zone Londres, Grande-Bretagne (gazon ext.) |
|  | Chili                                                                        | Brésil                                                                       | 4                                                                           | 2                                                    |                                                                         |                                                                         |   |  |                                                  |                                                  |  |  | Inter-zone Londres, Grande-Bretagne (gazon ext.) | Inter-zone Londres, Grande-Bretagne (gazon ext.) |
|  | Chili                                                                        | Finale Est (10 - 12 mai) Pune, Inde (???)                                    |                                                                             | 2                                                    |                                                                         |                                                                         |   |  |                                                  |                                                  |  |  | Inter-zone Londres, Grande-Bretagne (gazon ext.) | Inter-zone Londres, Grande-Bretagne (gazon ext.) |
|  | Brésil                                                                       | 3                                                                            |                                                                             |                                                      |                                                                         |                                                                         |   |  |                                                  |                                                  |  |  | Inter-zone Londres, Grande-Bretagne (gazon ext.) | Inter-zone Londres, Grande-Bretagne (gazon ext.) |
|  | Brésil                                                                       | 3                                                                            | Grande-Bretagne                                                             | 2                                                    |                                                                         |                                                                         |   |  |                                                  |                                                  |  |  |                                                  |                                                  |
|  | Finale Est B (25 - 27 mars) Colombo, Ceylan (terre battue ext.)              |                                                                              | Grande-Bretagne                                                             | 2                                                    |                                                                         |                                                                         |   |  |                                                  |                                                  |  |  |                                                  |                                                  |
|  |                                                                              | Roumanie                                                                     | 3                                                                           |                                                      |                                                                         |                                                                         |   |  |                                                  |                                                  |  |  |                                                  |                                                  |
|  | Inde                                                                         | Roumanie                                                                     | 3                                                                           | 4                                                    |                                                                         |                                                                         |   |  |                                                  |                                                  |  |  |                                                  |                                                  |
|  | Inde                                                                         |                                                                              |                                                                             | 4                                                    |                                                                         |                                                                         |   |  |                                                  |                                                  |  |  |                                                  |                                                  |
|  | Sri Lanka                                                                    | 1                                                                            |                                                                             |                                                      |                                                                         |                                                                         |   |  |                                                  |                                                  |  |  |                                                  |                                                  |
|  | Sri Lanka                                                                    | 1                                                                            | Inde                                                                        | 5                                                    |                                                                         |                                                                         |   |  |                                                  |                                                  |  |  |                                                  |                                                  |
|  | Finale Est A                                                                 |                                                                              | Inde                                                                        | 5                                                    |                                                                         |                                                                         |   |  |                                                  |                                                  |  |  |                                                  |                                                  |
|  |                                                                              | Japon                                                                        | 0                                                                           |                                                      |                                                                         |                                                                         |   |  |                                                  |                                                  |  |  |                                                  |                                                  |
|  | Viêt Nam                                                                     | Japon                                                                        | 0                                                                           | F                                                    |                                                                         |                                                                         |   |  |                                                  |                                                  |  |  |                                                  |                                                  |
|  | Viêt Nam                                                                     | Finale Europe B (18 - 20 juillet) Bucarest, Roumanie (terre battue ext.)     |                                                                             | F                                                    |                                                                         |                                                                         |   |  |                                                  |                                                  |  |  |                                                  |                                                  |
|  | Japon                                                                        |                                                                              |                                                                             |                                                      |                                                                         |                                                                         |   |  |                                                  |                                                  |  |  |                                                  |                                                  |
|  | Inde                                                                         | 0                                                                            |                                                                             |                                                      |                                                                         |                                                                         |   |  |                                                  |                                                  |  |  |                                                  |                                                  |
|  | Inde                                                                         | 0                                                                            | Demi-finale Europe B (13 - 15 juin) Moscou, Union soviétique (???)          |                                                      |                                                                         |                                                                         |   |  |                                                  |                                                  |  |  |                                                  |                                                  |
|  |                                                                              | Roumanie                                                                     | 4                                                                           |                                                      |                                                                         |                                                                         |   |  |                                                  |                                                  |  |  |                                                  |                                                  |
|  | Union soviétique                                                             | Roumanie                                                                     | 4                                                                           | 5                                                    |                                                                         |                                                                         |   |  |                                                  |                                                  |  |  |                                                  |                                                  |
|  | Union soviétique                                                             |                                                                              |                                                                             | 5                                                    |                                                                         |                                                                         |   |  |                                                  |                                                  |  |  |                                                  |                                                  |
|  | Italie                                                                       | 0                                                                            |                                                                             | Challenge round 19 - 21 septembre                    | Challenge round 19 - 21 septembre                                       |                                                                         |   |  |                                                  |                                                  |  |  |                                                  |                                                  |
|  | Italie                                                                       | 0                                                                            | Union soviétique                                                            | Challenge round 19 - 21 septembre                    | Challenge round 19 - 21 septembre                                       | 1                                                                       |   |  |                                                  |                                                  |  |  |                                                  |                                                  |
|  | Demi-finale Europe B (13 - 15 juin) Valence, Espagne (terre battue ext.)     | Demi-finale Europe B (13 - 15 juin) Valence, Espagne (terre battue ext.)     | Union soviétique                                                            | Challenge round Cleveland, OH, États-Unis (dur ext.) | Challenge round Cleveland, OH, États-Unis (dur ext.)                    | 1                                                                       |   |  |                                                  |                                                  |  |  |                                                  |                                                  |
|  | Demi-finale Europe B (13 - 15 juin) Valence, Espagne (terre battue ext.)     | Demi-finale Europe B (13 - 15 juin) Valence, Espagne (terre battue ext.)     |                                                                             | Challenge round Cleveland, OH, États-Unis (dur ext.) | Challenge round Cleveland, OH, États-Unis (dur ext.)                    | Roumanie                                                                | 4 |  |                                                  |                                                  |  |  |                                                  |                                                  |
|  | Espagne                                                                      | 1                                                                            | Roumanie                                                                    | 0                                                    |                                                                         | Roumanie                                                                | 4 |  |                                                  |                                                  |  |  |                                                  |                                                  |
|  | Espagne                                                                      | 1                                                                            | Roumanie                                                                    | 0                                                    |                                                                         |                                                                         |   |  |                                                  |                                                  |  |  |                                                  |                                                  |
|  | Roumanie                                                                     | 4                                                                            |                                                                             | États-Unis                                           | 5                                                                       |                                                                         |   |  |                                                  |                                                  |  |  |                                                  |                                                  |
|  | Roumanie                                                                     | 4                                                                            |                                                                             | États-Unis                                           | 5                                                                       |                                                                         |   |  |                                                  |                                                  |  |  |                                                  |                                                  |

### Matchs détaillés

#### Huitièmes de finale
Les "huitièmes de finale mondiaux" correspondent aux demi-finales des zones continentales.
Europe A
| | Grande-Bretagne | 3                       | -  | 2  | Allemagne de l'Ouest |   |   |
| --- | --------------- | ----------------------- | -- | -- | -------------------- | - | - |
| Edgbaston Priory Lawn T.C., Birmingham, Grande-Bretagne |                 |                         |    |    |                      |   |   |
| du 12 au 14 juin 1969 sur gazon (ext.) |                 |                         |    |    |                      |   |   |
| \| 1 \| \| Mark Cox \| 4 \| 6 \| 6 \| 6 \| \| \| 1 \| \| Christian Kuhnke \| 6 \| 3 \| 4 \| 2 \| \| \| 2 \| \| Graham Stilwell \| 9 \| 6 \| 7 \| \| \| \| 2 \| \| Wilhelm Bungert \| 7 \| 3 \| 5 \| \| \| \| 3 \| \| Mark Cox - Peter Curtis \| 8 \| 19 \| 11 \| 6 \| 2 \| \| 3 \| \| W. Bungert - C. Kuhnke \| 10 \| 17 \| 13 \| 3 \| 6 \| \| \| \| \| \| \| \| \| \| \| 4 \| \| Graham Stilwell \| 4 \| 12 \| 5 \| \| \| \| 4 \| \| Christian Kuhnke \| 6 \| 14 \| 7 \| \| \| \| \| \| \| \| \| \| \| \| \| 5 \| \| Mark Cox \| 6 \| 2 \| 8 \| 7 \| 6 \| \| 5 \| \| Wilhelm Bungert \| 3 \| 6 \| 10 \| 5 \| 2 \| \| \| \| \| \| \| \| \| \| |                 |                         |    |    |                      |   |   |
| 1 |                 | Mark Cox                | 4  | 6  | 6                    | 6 |   |
| 1 |                 | Christian Kuhnke        | 6  | 3  | 4                    | 2 |   |
| 2 |                 | Graham Stilwell         | 9  | 6  | 7                    |   |   |
| 2 |                 | Wilhelm Bungert         | 7  | 3  | 5                    |   |   |
| 3 |                 | Mark Cox - Peter Curtis | 8  | 19 | 11                   | 6 | 2 |
| 3 |                 | W. Bungert - C. Kuhnke  | 10 | 17 | 13                   | 3 | 6 |
| |                 |                         |    |    |                      |   |   |
| 4 |                 | Graham Stilwell         | 4  | 12 | 5                    |   |   |
| 4 |                 | Christian Kuhnke        | 6  | 14 | 7                    |   |   |
| |                 |                         |    |    |                      |   |   |
| 5 |                 | Mark Cox                | 6  | 2  | 8                    | 7 | 6 |
| 5 |                 | Wilhelm Bungert         | 3  | 6  | 10                   | 5 | 2 |
| |                 |                         |    |    |                      |   |   |

| 1 |  | Mark Cox                | 4  | 6  | 6  | 6 |   |
| 1 |  | Christian Kuhnke        | 6  | 3  | 4  | 2 |   |
| 2 |  | Graham Stilwell         | 9  | 6  | 7  |   |   |
| 2 |  | Wilhelm Bungert         | 7  | 3  | 5  |   |   |
| 3 |  | Mark Cox - Peter Curtis | 8  | 19 | 11 | 6 | 2 |
| 3 |  | W. Bungert - C. Kuhnke  | 10 | 17 | 13 | 3 | 6 |
|   |  |                         |    |    |    |   |   |
| 4 |  | Graham Stilwell         | 4  | 12 | 5  |   |   |
| 4 |  | Christian Kuhnke        | 6  | 14 | 7  |   |   |
|   |  |                         |    |    |    |   |   |
| 5 |  | Mark Cox                | 6  | 2  | 8  | 7 | 6 |
| 5 |  | Wilhelm Bungert         | 3  | 6  | 10 | 5 | 2 |
|   |  |                         |    |    |    |   |   |

Amériques
| | Mexique | 3                              | -  | 2  | Australie |    |  |
| --- | ------- | ------------------------------ | -- | -- | --------- | -- |  |
| Centro Deportivo Chapultepec, Mexico, Mexique |         |                                |    |    |           |    |  |
| du 23 au 25 mai 1969 sur terre battue (ext.) |         |                                |    |    |           |    |  |
| \| 1 \| \| Rafael Osuna \| 9 \| 3 \| 7 \| 6 \| \| \| 1 \| \| Ray Ruffels \| 7 \| 6 \| 5 \| 3 \| \| \| 2 \| \| Joaquín Loyo Mayo \| 6 \| 3 \| 2 \| 5 \| \| \| 2 \| \| Bill Bowrey \| 4 \| 6 \| 6 \| 7 \| \| \| 3 \| \| Rafael Osuna - Vicente Zarazua \| 18 \| 12 \| 6 \| \| \| \| 3 \| \| John Alexander - Phil Dent \| 16 \| 10 \| 4 \| \| \| \| \| \| \| \| \| \| \| \| \| 4 \| \| Joaquín Loyo Mayo \| 3 \| 6 \| 4 \| 8 \| \| \| 4 \| \| Ray Ruffels \| 6 \| 4 \| 6 \| 10 \| \| \| \| \| \| \| \| \| \| \| \| 5 \| \| Rafael Osuna \| 6 \| 3 \| 8 \| 6 \| \| \| 5 \| \| Bill Bowrey \| 2 \| 6 \| 6 \| 3 \| \| \| \| \| \| \| \| \| \| \| |         |                                |    |    |           |    |  |
| 1 |         | Rafael Osuna                   | 9  | 3  | 7         | 6  |  |
| 1 |         | Ray Ruffels                    | 7  | 6  | 5         | 3  |  |
| 2 |         | Joaquín Loyo Mayo              | 6  | 3  | 2         | 5  |  |
| 2 |         | Bill Bowrey                    | 4  | 6  | 6         | 7  |  |
| 3 |         | Rafael Osuna - Vicente Zarazua | 18 | 12 | 6         |    |  |
| 3 |         | John Alexander - Phil Dent     | 16 | 10 | 4         |    |  |
| |         |                                |    |    |           |    |  |
| 4 |         | Joaquín Loyo Mayo              | 3  | 6  | 4         | 8  |  |
| 4 |         | Ray Ruffels                    | 6  | 4  | 6         | 10 |  |
| |         |                                |    |    |           |    |  |
| 5 |         | Rafael Osuna                   | 6  | 3  | 8         | 6  |  |
| 5 |         | Bill Bowrey                    | 2  | 6  | 6         | 3  |  |
| |         |                                |    |    |           |    |  |

| 1 |  | Rafael Osuna                   | 9  | 3  | 7 | 6  |  |
| 1 |  | Ray Ruffels                    | 7  | 6  | 5 | 3  |  |
| 2 |  | Joaquín Loyo Mayo              | 6  | 3  | 2 | 5  |  |
| 2 |  | Bill Bowrey                    | 4  | 6  | 6 | 7  |  |
| 3 |  | Rafael Osuna - Vicente Zarazua | 18 | 12 | 6 |    |  |
| 3 |  | John Alexander - Phil Dent     | 16 | 10 | 4 |    |  |
|   |  |                                |    |    |   |    |  |
| 4 |  | Joaquín Loyo Mayo              | 3  | 6  | 4 | 8  |  |
| 4 |  | Ray Ruffels                    | 6  | 4  | 6 | 10 |  |
|   |  |                                |    |    |   |    |  |
| 5 |  | Rafael Osuna                   | 6  | 3  | 8 | 6  |  |
| 5 |  | Bill Bowrey                    | 2  | 6  | 6 | 3  |  |
|   |  |                                |    |    |   |    |  |

| | Chili | 2                               | - | 3 | Brésil |   |    |
| --- | ----- | ------------------------------- | - | - | ------ | - | -- |
| Santiago, Chili |       |                                 |   |   |        |   |    |
| du 14 au 16 juin 1969 sur ??? |       |                                 |   |   |        |   |    |
| \| 1 \| \| Jaime Fillol \| 3 \| 3 \| 6 \| 8 \| 10 \| \| 1 \| \| José Edison Mandarino \| 6 \| 6 \| 4 \| 6 \| 8 \| \| 2 \| \| Patricio Cornejo \| 5 \| 3 \| 4 \| \| \| \| 2 \| \| Thomaz Koch \| 7 \| 6 \| 6 \| \| \| \| 3 \| \| Patricio Cornejo - Jaime Fillol \| 2 \| 2 \| 2 \| \| \| \| 3 \| \| T. Koch - J. E. Mandarino \| 6 \| 6 \| 6 \| \| \| \| \| \| \| \| \| \| \| \| \| 4 \| \| Patricio Cornejo \| 6 \| 3 \| 2 \| 6 \| 6 \| \| 4 \| \| José Edison Mandarino \| 4 \| 6 \| 6 \| 0 \| 4 \| \| \| \| \| \| \| \| \| \| \| 5 \| \| Jaime Fillol \| 4 \| 6 \| 6 \| 2 \| 5 \| \| 5 \| \| Thomaz Koch \| 6 \| 2 \| 4 \| 6 \| 7 \| \| \| \| \| \| \| \| \| \| |       |                                 |   |   |        |   |    |
| 1 |       | Jaime Fillol                    | 3 | 3 | 6      | 8 | 10 |
| 1 |       | José Edison Mandarino           | 6 | 6 | 4      | 6 | 8  |
| 2 |       | Patricio Cornejo                | 5 | 3 | 4      |   |    |
| 2 |       | Thomaz Koch                     | 7 | 6 | 6      |   |    |
| 3 |       | Patricio Cornejo - Jaime Fillol | 2 | 2 | 2      |   |    |
| 3 |       | T. Koch - J. E. Mandarino       | 6 | 6 | 6      |   |    |
| |       |                                 |   |   |        |   |    |
| 4 |       | Patricio Cornejo                | 6 | 3 | 2      | 6 | 6  |
| 4 |       | José Edison Mandarino           | 4 | 6 | 6      | 0 | 4  |
| |       |                                 |   |   |        |   |    |
| 5 |       | Jaime Fillol                    | 4 | 6 | 6      | 2 | 5  |
| 5 |       | Thomaz Koch                     | 6 | 2 | 4      | 6 | 7  |
| |       |                                 |   |   |        |   |    |

| 1 |  | Jaime Fillol                    | 3 | 3 | 6 | 8 | 10 |
| 1 |  | José Edison Mandarino           | 6 | 6 | 4 | 6 | 8  |
| 2 |  | Patricio Cornejo                | 5 | 3 | 4 |   |    |
| 2 |  | Thomaz Koch                     | 7 | 6 | 6 |   |    |
| 3 |  | Patricio Cornejo - Jaime Fillol | 2 | 2 | 2 |   |    |
| 3 |  | T. Koch - J. E. Mandarino       | 6 | 6 | 6 |   |    |
|   |  |                                 |   |   |   |   |    |
| 4 |  | Patricio Cornejo                | 6 | 3 | 2 | 6 | 6  |
| 4 |  | José Edison Mandarino           | 4 | 6 | 6 | 0 | 4  |
|   |  |                                 |   |   |   |   |    |
| 5 |  | Jaime Fillol                    | 4 | 6 | 6 | 2 | 5  |
| 5 |  | Thomaz Koch                     | 6 | 2 | 4 | 6 | 7  |
|   |  |                                 |   |   |   |   |    |

Est
| | Sri Lanka | 1                             | - | 4 | Inde |   |   |
| --- | --------- | ----------------------------- | - | - | ---- | - | - |
| Ceylon Lawn Tennis Association, Colombo, Ceylan |           |                               |   |   |      |   |   |
| du 25 au 27 mars 1969 sur terre battue (ext.) |           |                               |   |   |      |   |   |
| \| 1 \| \| Senaka Kumara \| 0 \| 0 \| 0 \| \| \| \| 1 \| \| Ramanathan Krishnan \| 6 \| 6 \| 6 \| \| \| \| 2 \| \| Rupert Ferdinands \| 3 \| 3 \| 3 \| \| \| \| 2 \| \| Shiv Prakash Misra \| 6 \| 6 \| 6 \| \| \| \| 3 \| \| R. Ferdinands - B. Pinto \| 2 \| 7 \| 14 \| 7 \| 6 \| \| 3 \| \| Anand Amritraj - Gaurav Misra \| 6 \| 9 \| 12 \| 5 \| 4 \| \| \| \| \| \| \| \| \| \| \| 4 \| \| Senaka Kumara \| 2 \| 2 \| 2 \| \| \| \| 4 \| \| Shiv Prakash Misra \| 6 \| 6 \| 6 \| \| \| \| \| \| \| \| \| \| \| \| \| 5 \| \| Suresh Melvani \| 2 \| 2 \| 1 \| \| \| \| 5 \| \| Anand Amritraj \| 6 \| 6 \| 6 \| \| \| \| \| \| \| \| \| \| \| \| |           |                               |   |   |      |   |   |
| 1 |           | Senaka Kumara                 | 0 | 0 | 0    |   |   |
| 1 |           | Ramanathan Krishnan           | 6 | 6 | 6    |   |   |
| 2 |           | Rupert Ferdinands             | 3 | 3 | 3    |   |   |
| 2 |           | Shiv Prakash Misra            | 6 | 6 | 6    |   |   |
| 3 |           | R. Ferdinands - B. Pinto      | 2 | 7 | 14   | 7 | 6 |
| 3 |           | Anand Amritraj - Gaurav Misra | 6 | 9 | 12   | 5 | 4 |
| |           |                               |   |   |      |   |   |
| 4 |           | Senaka Kumara                 | 2 | 2 | 2    |   |   |
| 4 |           | Shiv Prakash Misra            | 6 | 6 | 6    |   |   |
| |           |                               |   |   |      |   |   |
| 5 |           | Suresh Melvani                | 2 | 2 | 1    |   |   |
| 5 |           | Anand Amritraj                | 6 | 6 | 6    |   |   |
| |           |                               |   |   |      |   |   |

| 1 |  | Senaka Kumara                 | 0 | 0 | 0  |   |   |
| 1 |  | Ramanathan Krishnan           | 6 | 6 | 6  |   |   |
| 2 |  | Rupert Ferdinands             | 3 | 3 | 3  |   |   |
| 2 |  | Shiv Prakash Misra            | 6 | 6 | 6  |   |   |
| 3 |  | R. Ferdinands - B. Pinto      | 2 | 7 | 14 | 7 | 6 |
| 3 |  | Anand Amritraj - Gaurav Misra | 6 | 9 | 12 | 5 | 4 |
|   |  |                               |   |   |    |   |   |
| 4 |  | Senaka Kumara                 | 2 | 2 | 2  |   |   |
| 4 |  | Shiv Prakash Misra            | 6 | 6 | 6  |   |   |
|   |  |                               |   |   |    |   |   |
| 5 |  | Suresh Melvani                | 2 | 2 | 1  |   |   |
| 5 |  | Anand Amritraj                | 6 | 6 | 6  |   |   |
|   |  |                               |   |   |    |   |   |

Europe B
| | Union soviétique | 5                                 | - | 0 | Italie |   |   |
| --- | ---------------- | --------------------------------- | - | - | ------ | - | - |
| Moscou, Union soviétique |                  |                                   |   |   |        |   |   |
| du 13 au 15 juin 1969 sur ??? |                  |                                   |   |   |        |   |   |
| \| 1 \| \| Toomas Leius \| 6 \| 6 \| 6 \| 6 \| \| \| 1 \| \| Nicola Pietrangeli \| 4 \| 4 \| 8 \| 3 \| \| \| 2 \| \| Alex Metreveli \| 6 \| 6 \| 6 \| \| \| \| 2 \| \| Eugenio Castigliano \| 1 \| 2 \| 3 \| \| \| \| 3 \| \| Sergei Likhachev - Alex Metreveli \| 7 \| 6 \| 8 \| \| \| \| 3 \| \| Vittorio Crotta - Pietro Marzano \| 5 \| 4 \| 6 \| \| \| \| \| \| \| \| \| \| \| \| \| 4 \| \| Alex Metreveli \| 6 \| 6 \| 6 \| \| \| \| 4 \| \| Nicola Pietrangeli \| 2 \| 2 \| 2 \| \| \| \| \| \| \| \| \| \| \| \| \| 5 \| \| Toomas Leius \| 4 \| 3 \| 6 \| 7 \| 6 \| \| 5 \| \| Eugenio Castigliano \| 6 \| 6 \| 4 \| 5 \| 2 \| \| \| \| \| \| \| \| \| \| |                  |                                   |   |   |        |   |   |
| 1 |                  | Toomas Leius                      | 6 | 6 | 6      | 6 |   |
| 1 |                  | Nicola Pietrangeli                | 4 | 4 | 8      | 3 |   |
| 2 |                  | Alex Metreveli                    | 6 | 6 | 6      |   |   |
| 2 |                  | Eugenio Castigliano               | 1 | 2 | 3      |   |   |
| 3 |                  | Sergei Likhachev - Alex Metreveli | 7 | 6 | 8      |   |   |
| 3 |                  | Vittorio Crotta - Pietro Marzano  | 5 | 4 | 6      |   |   |
| |                  |                                   |   |   |        |   |   |
| 4 |                  | Alex Metreveli                    | 6 | 6 | 6      |   |   |
| 4 |                  | Nicola Pietrangeli                | 2 | 2 | 2      |   |   |
| |                  |                                   |   |   |        |   |   |
| 5 |                  | Toomas Leius                      | 4 | 3 | 6      | 7 | 6 |
| 5 |                  | Eugenio Castigliano               | 6 | 6 | 4      | 5 | 2 |
| |                  |                                   |   |   |        |   |   |

| 1 |  | Toomas Leius                      | 6 | 6 | 6 | 6 |   |
| 1 |  | Nicola Pietrangeli                | 4 | 4 | 8 | 3 |   |
| 2 |  | Alex Metreveli                    | 6 | 6 | 6 |   |   |
| 2 |  | Eugenio Castigliano               | 1 | 2 | 3 |   |   |
| 3 |  | Sergei Likhachev - Alex Metreveli | 7 | 6 | 8 |   |   |
| 3 |  | Vittorio Crotta - Pietro Marzano  | 5 | 4 | 6 |   |   |
|   |  |                                   |   |   |   |   |   |
| 4 |  | Alex Metreveli                    | 6 | 6 | 6 |   |   |
| 4 |  | Nicola Pietrangeli                | 2 | 2 | 2 |   |   |
|   |  |                                   |   |   |   |   |   |
| 5 |  | Toomas Leius                      | 4 | 3 | 6 | 7 | 6 |
| 5 |  | Eugenio Castigliano               | 6 | 6 | 4 | 5 | 2 |
|   |  |                                   |   |   |   |   |   |

| | Espagne | 1                                 | - | 4 | Roumanie |   |   |
| --- | ------- | --------------------------------- | - | - | -------- | - | - |
| Valencia T.C., Valence, Espagne |         |                                   |   |   |          |   |   |
| du 13 au 15 juin 1969 sur terre battue (ext.) |         |                                   |   |   |          |   |   |
| \| 1 \| \| José Luis Arilla \| 4 \| 6 \| 2 \| \| \| \| 1 \| \| Ilie Năstase \| 6 \| 8 \| 6 \| \| \| \| 2 \| \| Manuel Orantes \| 4 \| 3 \| 6 \| 6 \| 3 \| \| 2 \| \| Ion Țiriac \| 6 \| 6 \| 4 \| 1 \| 6 \| \| 3 \| \| José Luis Arilla - Manuel Orantes \| 4 \| 8 \| 7 \| 9 \| 6 \| \| 3 \| \| Ilie Năstase - Ion Țiriac \| 6 \| 6 \| 9 \| 7 \| 8 \| \| \| \| \| \| \| \| \| \| \| 4 \| \| José Luis Arilla \| 2 \| 6 \| 2 \| 4 \| \| \| 4 \| \| Ion Țiriac \| 6 \| 3 \| 6 \| 6 \| \| \| \| \| \| \| \| \| \| \| \| 5 \| \| Manuel Orantes \| 6 \| 6 \| 6 \| \| \| \| 5 \| \| Peter Marmureanu \| 1 \| 1 \| 1 \| \| \| \| \| \| \| \| \| \| \| \| |         |                                   |   |   |          |   |   |
| 1 |         | José Luis Arilla                  | 4 | 6 | 2        |   |   |
| 1 |         | Ilie Năstase                      | 6 | 8 | 6        |   |   |
| 2 |         | Manuel Orantes                    | 4 | 3 | 6        | 6 | 3 |
| 2 |         | Ion Țiriac                        | 6 | 6 | 4        | 1 | 6 |
| 3 |         | José Luis Arilla - Manuel Orantes | 4 | 8 | 7        | 9 | 6 |
| 3 |         | Ilie Năstase - Ion Țiriac         | 6 | 6 | 9        | 7 | 8 |
| |         |                                   |   |   |          |   |   |
| 4 |         | José Luis Arilla                  | 2 | 6 | 2        | 4 |   |
| 4 |         | Ion Țiriac                        | 6 | 3 | 6        | 6 |   |
| |         |                                   |   |   |          |   |   |
| 5 |         | Manuel Orantes                    | 6 | 6 | 6        |   |   |
| 5 |         | Peter Marmureanu                  | 1 | 1 | 1        |   |   |
| |         |                                   |   |   |          |   |   |

| 1 |  | José Luis Arilla                  | 4 | 6 | 2 |   |   |
| 1 |  | Ilie Năstase                      | 6 | 8 | 6 |   |   |
| 2 |  | Manuel Orantes                    | 4 | 3 | 6 | 6 | 3 |
| 2 |  | Ion Țiriac                        | 6 | 6 | 4 | 1 | 6 |
| 3 |  | José Luis Arilla - Manuel Orantes | 4 | 8 | 7 | 9 | 6 |
| 3 |  | Ilie Năstase - Ion Țiriac         | 6 | 6 | 9 | 7 | 8 |
|   |  |                                   |   |   |   |   |   |
| 4 |  | José Luis Arilla                  | 2 | 6 | 2 | 4 |   |
| 4 |  | Ion Țiriac                        | 6 | 3 | 6 | 6 |   |
|   |  |                                   |   |   |   |   |   |
| 5 |  | Manuel Orantes                    | 6 | 6 | 6 |   |   |
| 5 |  | Peter Marmureanu                  | 1 | 1 | 1 |   |   |
|   |  |                                   |   |   |   |   |   |

#### Quarts de finale
Les "quarts de finale mondiaux" correspondent aux finales des zones continentales.
| | Grande-Bretagne | 3                          | - | 2  | Afrique du Sud |   |   |
| --- | --------------- | -------------------------- | - | -- | -------------- | - | - |
| Bristol Lawn T.C., Bristol, Grande-Bretagne |                 |                            |   |    |                |   |   |
| du 17 au 19 juillet 1969 sur gazon (ext.) |                 |                            |   |    |                |   |   |
| \| 1 \| \| Mark Cox \| 3 \| 6 \| 6 \| 3 \| 6 \| \| 1 \| \| Bob Maud \| 6 \| 3 \| 4 \| 6 \| 4 \| \| 2 \| \| Graham Stilwell \| 9 \| 3 \| 6 \| 2 \| 3 \| \| 2 \| \| Bob Hewitt \| 7 \| 6 \| 3 \| 6 \| 6 \| \| 3 \| \| Mark Cox - Peter Curtis \| 6 \| 3 \| 4 \| 6 \| 9 \| \| 3 \| \| Bob Hewitt - Frew McMillan \| 4 \| 6 \| 6 \| 4 \| 7 \| \| \| \| \| \| \| \| \| \| \| 4 \| \| Graham Stilwell \| 8 \| 11 \| 6 \| \| \| \| 4 \| \| Bob Maud \| 6 \| 9 \| 3 \| \| \| \| \| \| \| \| \| \| \| \| \| 5 \| \| Mark Cox \| 6 \| 0 \| 6 \| 3 \| 7 \| \| 5 \| \| Bob Hewitt \| 3 \| 6 \| 4 \| 6 \| 9 \| \| \| \| \| \| \| \| \| \| |                 |                            |   |    |                |   |   |
| 1 |                 | Mark Cox                   | 3 | 6  | 6              | 3 | 6 |
| 1 |                 | Bob Maud                   | 6 | 3  | 4              | 6 | 4 |
| 2 |                 | Graham Stilwell            | 9 | 3  | 6              | 2 | 3 |
| 2 |                 | Bob Hewitt                 | 7 | 6  | 3              | 6 | 6 |
| 3 |                 | Mark Cox - Peter Curtis    | 6 | 3  | 4              | 6 | 9 |
| 3 |                 | Bob Hewitt - Frew McMillan | 4 | 6  | 6              | 4 | 7 |
| |                 |                            |   |    |                |   |   |
| 4 |                 | Graham Stilwell            | 8 | 11 | 6              |   |   |
| 4 |                 | Bob Maud                   | 6 | 9  | 3              |   |   |
| |                 |                            |   |    |                |   |   |
| 5 |                 | Mark Cox                   | 6 | 0  | 6              | 3 | 7 |
| 5 |                 | Bob Hewitt                 | 3 | 6  | 4              | 6 | 9 |
| |                 |                            |   |    |                |   |   |

| 1 |  | Mark Cox                   | 3 | 6  | 6 | 3 | 6 |
| 1 |  | Bob Maud                   | 6 | 3  | 4 | 6 | 4 |
| 2 |  | Graham Stilwell            | 9 | 3  | 6 | 2 | 3 |
| 2 |  | Bob Hewitt                 | 7 | 6  | 3 | 6 | 6 |
| 3 |  | Mark Cox - Peter Curtis    | 6 | 3  | 4 | 6 | 9 |
| 3 |  | Bob Hewitt - Frew McMillan | 4 | 6  | 6 | 4 | 7 |
|   |  |                            |   |    |   |   |   |
| 4 |  | Graham Stilwell            | 8 | 11 | 6 |   |   |
| 4 |  | Bob Maud                   | 6 | 9  | 3 |   |   |
|   |  |                            |   |    |   |   |   |
| 5 |  | Mark Cox                   | 6 | 0  | 6 | 3 | 7 |
| 5 |  | Bob Hewitt                 | 3 | 6  | 4 | 6 | 9 |
|   |  |                            |   |    |   |   |   |

| | Brésil | 4                           | -  | 1 | Mexique |   |   |
| --- | ------ | --------------------------- | -- | - | ------- | - | - |
| Pinheiros Sports Club, São Paulo, Brésil |        |                             |    |   |         |   |   |
| du 19 au 21 juillet 1969 sur terre battue (ext.) |        |                             |    |   |         |   |   |
| \| 1 \| \| José Edison Mandarino \| 4 \| 6 \| 6 \| 5 \| 6 \| \| 1 \| \| Marcello Lara \| 6 \| 2 \| 4 \| 7 \| 3 \| \| 2 \| \| Thomaz Koch \| 7 \| 6 \| 6 \| \| \| \| 2 \| \| Joaquín Loyo Mayo \| 5 \| 1 \| 3 \| \| \| \| 3 \| \| T. Koch - J. E. Mandarino \| 19 \| 6 \| 6 \| \| \| \| 3 \| \| L.-A. García - J. Loyo Mayo \| 17 \| 3 \| 4 \| \| \| \| \| \| \| \| \| \| \| \| \| 4 \| \| José Edison Mandarino \| 6 \| 7 \| 5 \| 3 \| 5 \| \| 4 \| \| Joaquín Loyo Mayo \| 2 \| 5 \| 7 \| 6 \| 7 \| \| \| \| \| \| \| \| \| \| \| 5 \| \| Thomaz Koch \| 4 \| 6 \| 6 \| 6 \| \| \| 5 \| \| Luis-Augusto García \| 6 \| 1 \| 2 \| 4 \| \| \| \| \| \| \| \| \| \| \| |        |                             |    |   |         |   |   |
| 1 |        | José Edison Mandarino       | 4  | 6 | 6       | 5 | 6 |
| 1 |        | Marcello Lara               | 6  | 2 | 4       | 7 | 3 |
| 2 |        | Thomaz Koch                 | 7  | 6 | 6       |   |   |
| 2 |        | Joaquín Loyo Mayo           | 5  | 1 | 3       |   |   |
| 3 |        | T. Koch - J. E. Mandarino   | 19 | 6 | 6       |   |   |
| 3 |        | L.-A. García - J. Loyo Mayo | 17 | 3 | 4       |   |   |
| |        |                             |    |   |         |   |   |
| 4 |        | José Edison Mandarino       | 6  | 7 | 5       | 3 | 5 |
| 4 |        | Joaquín Loyo Mayo           | 2  | 5 | 7       | 6 | 7 |
| |        |                             |    |   |         |   |   |
| 5 |        | Thomaz Koch                 | 4  | 6 | 6       | 6 |   |
| 5 |        | Luis-Augusto García         | 6  | 1 | 2       | 4 |   |
| |        |                             |    |   |         |   |   |

| 1 |  | José Edison Mandarino       | 4  | 6 | 6 | 5 | 6 |
| 1 |  | Marcello Lara               | 6  | 2 | 4 | 7 | 3 |
| 2 |  | Thomaz Koch                 | 7  | 6 | 6 |   |   |
| 2 |  | Joaquín Loyo Mayo           | 5  | 1 | 3 |   |   |
| 3 |  | T. Koch - J. E. Mandarino   | 19 | 6 | 6 |   |   |
| 3 |  | L.-A. García - J. Loyo Mayo | 17 | 3 | 4 |   |   |
|   |  |                             |    |   |   |   |   |
| 4 |  | José Edison Mandarino       | 6  | 7 | 5 | 3 | 5 |
| 4 |  | Joaquín Loyo Mayo           | 2  | 5 | 7 | 6 | 7 |
|   |  |                             |    |   |   |   |   |
| 5 |  | Thomaz Koch                 | 4  | 6 | 6 | 6 |   |
| 5 |  | Luis-Augusto García         | 6  | 1 | 2 | 4 |   |
|   |  |                             |    |   |   |   |   |

| | Inde | 5                              | - | 0  | Japon |   |  |
| --- | ---- | ------------------------------ | - | -- | ----- | - |  |
| Pune, Inde |      |                                |   |    |       |   |  |
| du 10 au 12 mai 1969 sur ??? |      |                                |   |    |       |   |  |
| \| 1 \| \| Ramanathan Krishnan \| 6 \| 6 \| 6 \| \| \| \| 1 \| \| Ichizō Konishi \| 2 \| 4 \| 4 \| \| \| \| 2 \| \| Premjit Lall \| 6 \| 6 \| 6 \| \| \| \| 2 \| \| Koji Watanabe \| 2 \| 3 \| 4 \| \| \| \| 3 \| \| Premjit Lall - Jaidip Mukerjea \| 6 \| 13 \| 7 \| 6 \| \| \| 3 \| \| Isao Watanabe - Koji Watanabe \| 3 \| 11 \| 9 \| 4 \| \| \| \| \| \| \| \| \| \| \| \| 4 \| \| Premjit Lall \| 6 \| 6 \| 6 \| \| \| \| 4 \| \| Ichizō Konishi \| 3 \| 1 \| 1 \| \| \| \| \| \| \| \| \| \| \| \| \| 5 \| \| Shiv Prakash Misra \| 6 \| 6 \| 5 \| 6 \| \| \| 5 \| \| Koji Watanabe \| 3 \| 3 \| 7 \| 2 \| \| \| \| \| \| \| \| \| \| \| |      |                                |   |    |       |   |  |
| 1 |      | Ramanathan Krishnan            | 6 | 6  | 6     |   |  |
| 1 |      | Ichizō Konishi                 | 2 | 4  | 4     |   |  |
| 2 |      | Premjit Lall                   | 6 | 6  | 6     |   |  |
| 2 |      | Koji Watanabe                  | 2 | 3  | 4     |   |  |
| 3 |      | Premjit Lall - Jaidip Mukerjea | 6 | 13 | 7     | 6 |  |
| 3 |      | Isao Watanabe - Koji Watanabe  | 3 | 11 | 9     | 4 |  |
| |      |                                |   |    |       |   |  |
| 4 |      | Premjit Lall                   | 6 | 6  | 6     |   |  |
| 4 |      | Ichizō Konishi                 | 3 | 1  | 1     |   |  |
| |      |                                |   |    |       |   |  |
| 5 |      | Shiv Prakash Misra             | 6 | 6  | 5     | 6 |  |
| 5 |      | Koji Watanabe                  | 3 | 3  | 7     | 2 |  |
| |      |                                |   |    |       |   |  |

| 1 |  | Ramanathan Krishnan            | 6 | 6  | 6 |   |  |
| 1 |  | Ichizō Konishi                 | 2 | 4  | 4 |   |  |
| 2 |  | Premjit Lall                   | 6 | 6  | 6 |   |  |
| 2 |  | Koji Watanabe                  | 2 | 3  | 4 |   |  |
| 3 |  | Premjit Lall - Jaidip Mukerjea | 6 | 13 | 7 | 6 |  |
| 3 |  | Isao Watanabe - Koji Watanabe  | 3 | 11 | 9 | 4 |  |
|   |  |                                |   |    |   |   |  |
| 4 |  | Premjit Lall                   | 6 | 6  | 6 |   |  |
| 4 |  | Ichizō Konishi                 | 3 | 1  | 1 |   |  |
|   |  |                                |   |    |   |   |  |
| 5 |  | Shiv Prakash Misra             | 6 | 6  | 5 | 6 |  |
| 5 |  | Koji Watanabe                  | 3 | 3  | 7 | 2 |  |
|   |  |                                |   |    |   |   |  |

| | Roumanie | 4                                 | - | 1 | Union soviétique |   |  |
| --- | -------- | --------------------------------- | - | - | ---------------- | - |  |
| Bucarest, Roumanie |          |                                   |   |   |                  |   |  |
| du 18 au 20 juillet 1969 sur terre battue (ext.) |          |                                   |   |   |                  |   |  |
| \| 1 \| \| Ion Țiriac \| 6 \| 6 \| 8 \| \| \| \| 1 \| \| Toomas Leius \| 3 \| 3 \| 6 \| \| \| \| 2 \| \| Ilie Năstase \| 6 \| 6 \| 7 \| \| \| \| 2 \| \| Alex Metreveli \| 4 \| 2 \| 5 \| \| \| \| 3 \| \| Ilie Năstase - Ion Țiriac \| 6 \| 6 \| 6 \| 8 \| \| \| 3 \| \| Sergei Likhachev - Alex Metreveli \| 8 \| 1 \| 4 \| 6 \| \| \| \| \| \| \| \| \| \| \| \| 4 \| \| Ilie Năstase \| 4 \| 6 \| 6 \| 6 \| \| \| 4 \| \| Toomas Leius \| 6 \| 3 \| 2 \| 2 \| \| \| \| \| \| \| \| \| \| \| \| 5 \| \| Sever Dron \| 1 \| 4 \| 4 \| \| \| \| 5 \| \| Vladimir Korotkov \| 6 \| 6 \| 6 \| \| \| \| \| \| \| \| \| \| \| \| |          |                                   |   |   |                  |   |  |
| 1 |          | Ion Țiriac                        | 6 | 6 | 8                |   |  |
| 1 |          | Toomas Leius                      | 3 | 3 | 6                |   |  |
| 2 |          | Ilie Năstase                      | 6 | 6 | 7                |   |  |
| 2 |          | Alex Metreveli                    | 4 | 2 | 5                |   |  |
| 3 |          | Ilie Năstase - Ion Țiriac         | 6 | 6 | 6                | 8 |  |
| 3 |          | Sergei Likhachev - Alex Metreveli | 8 | 1 | 4                | 6 |  |
| |          |                                   |   |   |                  |   |  |
| 4 |          | Ilie Năstase                      | 4 | 6 | 6                | 6 |  |
| 4 |          | Toomas Leius                      | 6 | 3 | 2                | 2 |  |
| |          |                                   |   |   |                  |   |  |
| 5 |          | Sever Dron                        | 1 | 4 | 4                |   |  |
| 5 |          | Vladimir Korotkov                 | 6 | 6 | 6                |   |  |
| |          |                                   |   |   |                  |   |  |

| 1 |  | Ion Țiriac                        | 6 | 6 | 8 |   |  |
| 1 |  | Toomas Leius                      | 3 | 3 | 6 |   |  |
| 2 |  | Ilie Năstase                      | 6 | 6 | 7 |   |  |
| 2 |  | Alex Metreveli                    | 4 | 2 | 5 |   |  |
| 3 |  | Ilie Năstase - Ion Țiriac         | 6 | 6 | 6 | 8 |  |
| 3 |  | Sergei Likhachev - Alex Metreveli | 8 | 1 | 4 | 6 |  |
|   |  |                                   |   |   |   |   |  |
| 4 |  | Ilie Năstase                      | 4 | 6 | 6 | 6 |  |
| 4 |  | Toomas Leius                      | 6 | 3 | 2 | 2 |  |
|   |  |                                   |   |   |   |   |  |
| 5 |  | Sever Dron                        | 1 | 4 | 4 |   |  |
| 5 |  | Vladimir Korotkov                 | 6 | 6 | 6 |   |  |
|   |  |                                   |   |   |   |   |  |

#### Demi-finales
| | Grande-Bretagne | 3                         | - | 2  | Brésil |   |   |
| --- | --------------- | ------------------------- | - | -- | ------ | - | - |
| All England Club, Londres, Grande-Bretagne |                 |                           |   |    |        |   |   |
| du 31 juillet au 3 août 1969 sur gazon (ext.) |                 |                           |   |    |        |   |   |
| \| 1 \| \| Graham Stilwell \| 6 \| 8 \| 8 \| \| \| \| 1 \| \| José Edison Mandarino \| 3 \| 6 \| 6 \| \| \| \| 2 \| \| Mark Cox \| 6 \| 13 \| 3 \| 6 \| 6 \| \| 2 \| \| Thomaz Koch \| 4 \| 11 \| 6 \| 8 \| 8 \| \| 3 \| \| Mark Cox - Peter Curtis \| 6 \| 4 \| 4 \| 4 \| \| \| 3 \| \| T. Koch - J. E. Mandarino \| 4 \| 6 \| 6 \| 6 \| \| \| \| \| \| \| \| \| \| \| \| 4 \| \| Graham Stilwell \| 7 \| 6 \| 6 \| \| \| \| 4 \| \| Thomaz Koch \| 5 \| 4 \| 4 \| \| \| \| \| \| \| \| \| \| \| \| \| 5 \| \| Mark Cox \| 6 \| 18 \| 3 \| 6 \| \| \| 5 \| \| José Edison Mandarino \| 3 \| 16 \| 6 \| 2 \| \| \| \| \| \| \| \| \| \| \| |                 |                           |   |    |        |   |   |
| 1 |                 | Graham Stilwell           | 6 | 8  | 8      |   |   |
| 1 |                 | José Edison Mandarino     | 3 | 6  | 6      |   |   |
| 2 |                 | Mark Cox                  | 6 | 13 | 3      | 6 | 6 |
| 2 |                 | Thomaz Koch               | 4 | 11 | 6      | 8 | 8 |
| 3 |                 | Mark Cox - Peter Curtis   | 6 | 4  | 4      | 4 |   |
| 3 |                 | T. Koch - J. E. Mandarino | 4 | 6  | 6      | 6 |   |
| |                 |                           |   |    |        |   |   |
| 4 |                 | Graham Stilwell           | 7 | 6  | 6      |   |   |
| 4 |                 | Thomaz Koch               | 5 | 4  | 4      |   |   |
| |                 |                           |   |    |        |   |   |
| 5 |                 | Mark Cox                  | 6 | 18 | 3      | 6 |   |
| 5 |                 | José Edison Mandarino     | 3 | 16 | 6      | 2 |   |
| |                 |                           |   |    |        |   |   |

| 1 |  | Graham Stilwell           | 6 | 8  | 8 |   |   |
| 1 |  | José Edison Mandarino     | 3 | 6  | 6 |   |   |
| 2 |  | Mark Cox                  | 6 | 13 | 3 | 6 | 6 |
| 2 |  | Thomaz Koch               | 4 | 11 | 6 | 8 | 8 |
| 3 |  | Mark Cox - Peter Curtis   | 6 | 4  | 4 | 4 |   |
| 3 |  | T. Koch - J. E. Mandarino | 4 | 6  | 6 | 6 |   |
|   |  |                           |   |    |   |   |   |
| 4 |  | Graham Stilwell           | 7 | 6  | 6 |   |   |
| 4 |  | Thomaz Koch               | 5 | 4  | 4 |   |   |
|   |  |                           |   |    |   |   |   |
| 5 |  | Mark Cox                  | 6 | 18 | 3 | 6 |   |
| 5 |  | José Edison Mandarino     | 3 | 16 | 6 | 2 |   |
|   |  |                           |   |    |   |   |   |

| | Roumanie | 4                              | - | 0 | Inde |   |         |
| --- | -------- | ------------------------------ | - | - | ---- | - | ------- |
| Bucarest, Roumanie |          |                                |   |   |      |   |         |
| du 1er au 3 août 1969 sur terre battue (ext.) |          |                                |   |   |      |   |         |
| \| 1 \| \| Ion Țiriac \| 6 \| 6 \| 6 \| \| \| \| 1 \| \| Premjit Lall \| 2 \| 3 \| 2 \| \| \| \| 2 \| \| Ilie Năstase \| 6 \| 6 \| 4 \| 4 \| 6 \| \| 2 \| \| Jaidip Mukerjea \| 2 \| 4 \| 6 \| 6 \| 1 \| \| 3 \| \| Ilie Năstase - Ion Țiriac \| 6 \| 6 \| 6 \| \| \| \| 3 \| \| Premjit Lall - Jaidip Mukerjea \| 2 \| 2 \| 3 \| \| \| \| \| \| \| \| \| \| \| \| \| 4 \| \| Peter Marmureanu \| 6 \| 6 \| 6 \| \| \| \| 4 \| \| Gaurav Misra \| 2 \| 2 \| 3 \| \| \| \| \| \| \| \| \| \| \| \| \| 5 \| \| Sever Dron \| 6 \| 6 \| 8 \| \| non \| \| 5 \| \| Anand Amritraj \| 3 \| 2 \| 10 \| \| terminé \| \| \| \| \| \| \| \| \| \| |          |                                |   |   |      |   |         |
| 1 |          | Ion Țiriac                     | 6 | 6 | 6    |   |         |
| 1 |          | Premjit Lall                   | 2 | 3 | 2    |   |         |
| 2 |          | Ilie Năstase                   | 6 | 6 | 4    | 4 | 6       |
| 2 |          | Jaidip Mukerjea                | 2 | 4 | 6    | 6 | 1       |
| 3 |          | Ilie Năstase - Ion Țiriac      | 6 | 6 | 6    |   |         |
| 3 |          | Premjit Lall - Jaidip Mukerjea | 2 | 2 | 3    |   |         |
| |          |                                |   |   |      |   |         |
| 4 |          | Peter Marmureanu               | 6 | 6 | 6    |   |         |
| 4 |          | Gaurav Misra                   | 2 | 2 | 3    |   |         |
| |          |                                |   |   |      |   |         |
| 5 |          | Sever Dron                     | 6 | 6 | 8    |   | non     |
| 5 |          | Anand Amritraj                 | 3 | 2 | 10   |   | terminé |
| |          |                                |   |   |      |   |         |

| 1 |  | Ion Țiriac                     | 6 | 6 | 6  |   |         |
| 1 |  | Premjit Lall                   | 2 | 3 | 2  |   |         |
| 2 |  | Ilie Năstase                   | 6 | 6 | 4  | 4 | 6       |
| 2 |  | Jaidip Mukerjea                | 2 | 4 | 6  | 6 | 1       |
| 3 |  | Ilie Năstase - Ion Țiriac      | 6 | 6 | 6  |   |         |
| 3 |  | Premjit Lall - Jaidip Mukerjea | 2 | 2 | 3  |   |         |
|   |  |                                |   |   |    |   |         |
| 4 |  | Peter Marmureanu               | 6 | 6 | 6  |   |         |
| 4 |  | Gaurav Misra                   | 2 | 2 | 3  |   |         |
|   |  |                                |   |   |    |   |         |
| 5 |  | Sever Dron                     | 6 | 6 | 8  |   | non     |
| 5 |  | Anand Amritraj                 | 3 | 2 | 10 |   | terminé |
|   |  |                                |   |   |    |   |         |

#### Finale du tout venant
| | Grande-Bretagne | 2                          | -  | 3 | Roumanie |   |  |
| --- | --------------- | -------------------------- | -- | - | -------- | - |  |
| All England Club, Londres, Grande-Bretagne |                 |                            |    |   |          |   |  |
| du 14 au 16 août 1969 sur gazon (ext.) |                 |                            |    |   |          |   |  |
| \| 1 \| \| Mark Cox \| 4 \| 4 \| 3 \| \| \| \| 1 \| \| Ion Țiriac \| 6 \| 6 \| 6 \| \| \| \| 2 \| \| Graham Stilwell \| 6 \| 4 \| 6 \| 6 \| \| \| 2 \| \| Ilie Năstase \| 4 \| 6 \| 1 \| 2 \| \| \| 3 \| \| Mark Cox - Graham Stilwell \| 8 \| 6 \| 3 \| 4 \| \| \| 3 \| \| Ilie Năstase - Ion Țiriac \| 10 \| 3 \| 6 \| 6 \| \| \| \| \| \| \| \| \| \| \| \| 4 \| \| Graham Stilwell \| 6 \| 6 \| 6 \| \| \| \| 4 \| \| Ion Țiriac \| 3 \| 2 \| 2 \| \| \| \| \| \| \| \| \| \| \| \| \| 5 \| \| Mark Cox \| 6 \| 1 \| 4 \| 4 \| \| \| 5 \| \| Ilie Năstase \| 3 \| 6 \| 6 \| 6 \| \| \| \| \| \| \| \| \| \| \| |                 |                            |    |   |          |   |  |
| 1 |                 | Mark Cox                   | 4  | 4 | 3        |   |  |
| 1 |                 | Ion Țiriac                 | 6  | 6 | 6        |   |  |
| 2 |                 | Graham Stilwell            | 6  | 4 | 6        | 6 |  |
| 2 |                 | Ilie Năstase               | 4  | 6 | 1        | 2 |  |
| 3 |                 | Mark Cox - Graham Stilwell | 8  | 6 | 3        | 4 |  |
| 3 |                 | Ilie Năstase - Ion Țiriac  | 10 | 3 | 6        | 6 |  |
| |                 |                            |    |   |          |   |  |
| 4 |                 | Graham Stilwell            | 6  | 6 | 6        |   |  |
| 4 |                 | Ion Țiriac                 | 3  | 2 | 2        |   |  |
| |                 |                            |    |   |          |   |  |
| 5 |                 | Mark Cox                   | 6  | 1 | 4        | 4 |  |
| 5 |                 | Ilie Năstase               | 3  | 6 | 6        | 6 |  |
| |                 |                            |    |   |          |   |  |

#### Challenge round
La finale de la Coupe Davis 1969 se joue entre les États-Unis et la Roumanie.
| | États-Unis | 5                         | - | 0  | Roumanie |   |    |
| --- | ---------- | ------------------------- | - | -- | -------- | - | -- |
| Harold Clark Courts, Cleveland, OH, États-Unis |            |                           |   |    |          |   |    |
| du 19 au 21 septembre 1969 sur dur (ext.) |            |                           |   |    |          |   |    |
| \| 1 \| \| Arthur Ashe \| 6 \| 15 \| 7 \| \| \| \| 1 \| \| Ilie Năstase \| 2 \| 13 \| 5 \| \| \| \| 2 \| \| Stan Smith \| 6 \| 6 \| 5 \| 6 \| 6 \| \| 2 \| \| Ion Țiriac \| 8 \| 3 \| 7 \| 4 \| 4 \| \| 3 \| \| Bob Lutz - Stan Smith \| 8 \| 6 \| 11 \| \| \| \| 3 \| \| Ilie Năstase - Ion Țiriac \| 6 \| 1 \| 9 \| \| \| \| \| \| \| \| \| \| \| \| \| 4 \| \| Stan Smith \| 4 \| 4 \| 6 \| 6 \| 11 \| \| 4 \| \| Ilie Năstase \| 6 \| 6 \| 4 \| 1 \| 9 \| \| \| \| \| \| \| \| \| \| \| 5 \| \| Arthur Ashe \| 6 \| 8 \| 3 \| 4 \| \| \| 5 \| Ion Țiriac \| \| \| \| \| \| \| \| \| \| \| \| \| \| \| \| |            |                           |   |    |          |   |    |
| 1 |            | Arthur Ashe               | 6 | 15 | 7        |   |    |
| 1 |            | Ilie Năstase              | 2 | 13 | 5        |   |    |
| 2 |            | Stan Smith                | 6 | 6  | 5        | 6 | 6  |
| 2 |            | Ion Țiriac                | 8 | 3  | 7        | 4 | 4  |
| 3 |            | Bob Lutz - Stan Smith     | 8 | 6  | 11       |   |    |
| 3 |            | Ilie Năstase - Ion Țiriac | 6 | 1  | 9        |   |    |
| |            |                           |   |    |          |   |    |
| 4 |            | Stan Smith                | 4 | 4  | 6        | 6 | 11 |
| 4 |            | Ilie Năstase              | 6 | 6  | 4        | 1 | 9  |
| |            |                           |   |    |          |   |    |
| 5 |            | Arthur Ashe               | 6 | 8  | 3        | 4 |    |
| 5 | Ion Țiriac |                           |   |    |          |   |    |
| |            |                           |   |    |          |   |    |